# La signora Pollifax
La signora Pollifax è un film tv del 1999 diretto da Anthony Pullen Shaw che vede protagonista Angela Lansbury.

## Trama
Emily Pollifax (Angela Lansbury) è un'anziana e mite vedova che vive in un paese di provincia del New Jersey. Su consiglio del proprio medico, decide di dare una svolta alla propria vita rispolverando vecchie ambizioni precedentemente messe da parte. Emily decide allora di diventare agente della CIA: alcune strane coincidenze fanno sì che la donna venga confusa per una vera agente e mandata in missione in Marocco. In Africa viene rapita dal controspionaggio e condotta a Parigi insieme ad un altro agente, Jack Farrell (Thomas Ian Griffith). La signora Pollifax riesce ad imbrogliare il suo sequestratore e così i due raggiungono l'ambasciata americana. Il capo della CIA consiglia alla donna di rientrare in patria e dimenticare tutto l'accaduto, ma ovviamente la signora Pollifax non si lascerà dissuadere e seguirà le tracce di una pericolosa torturatrice fino a Ginevra, dove si troverà ad affrontare un'asta di ordigni nucleari rubati al KGB.
Il film tv è stato replicato più volte e in diverse fasce orarie su Rete 4.